# Amerika I + II
Amerika I + II er en dansk dokumentarfilm fra 1969 instrueret af Stig Brøgger.

## Handling
Denne artikel mangler et handlingsreferat. Hjælp os med at skrive det.